# Ubiquiti Inc.
"Ubiquiti Inc. (anteriormente Ubiquiti Networks, Inc.) es una empresa tecnológica estadounidense fundada en San José, California, en 2005. Ahora con sede en Nueva York, Ubiquiti fabrica y vende comunicación de datos inalámbrica y productos de cable para empresas y hogares bajo múltiples marcas.

## Productos
La primera línea de productos de Ubiquiti fue su serie de tarjetas de radio "Super Range" mini-PCI, a la que siguieron otros productos inalámbricos. 
Las tarjetas Xtreme Range (XR) de la compañía operaban en bandas no estándar IEEE 802.11, lo que redujo el impacto de la congestión en las bandas de 2,4 GHz y 5,8 GHz. [cita requerida] En agosto de 2007 un grupo de radioaficionados italianos estableció un récord mundial de distancia para los enlaces punto a punto en el espectro de 5,8 GHz. Utilizando dos tarjetas XR5 y un par de antenas parabólicas de 35 dBi, el equipo italiano fue capaz de establecer un enlace de 304 km (alrededor de 188 mi) a velocidades de datos de entre 4 y 5 Mbit/s.
La empresa (bajo su marca "Ubiquiti Labs") también fabrica una combinación de router y punto de acceso red de malla inalámbrica orientado al hogar como producto de nivel de consumidor, llamado AmpliFi.

### Marcas

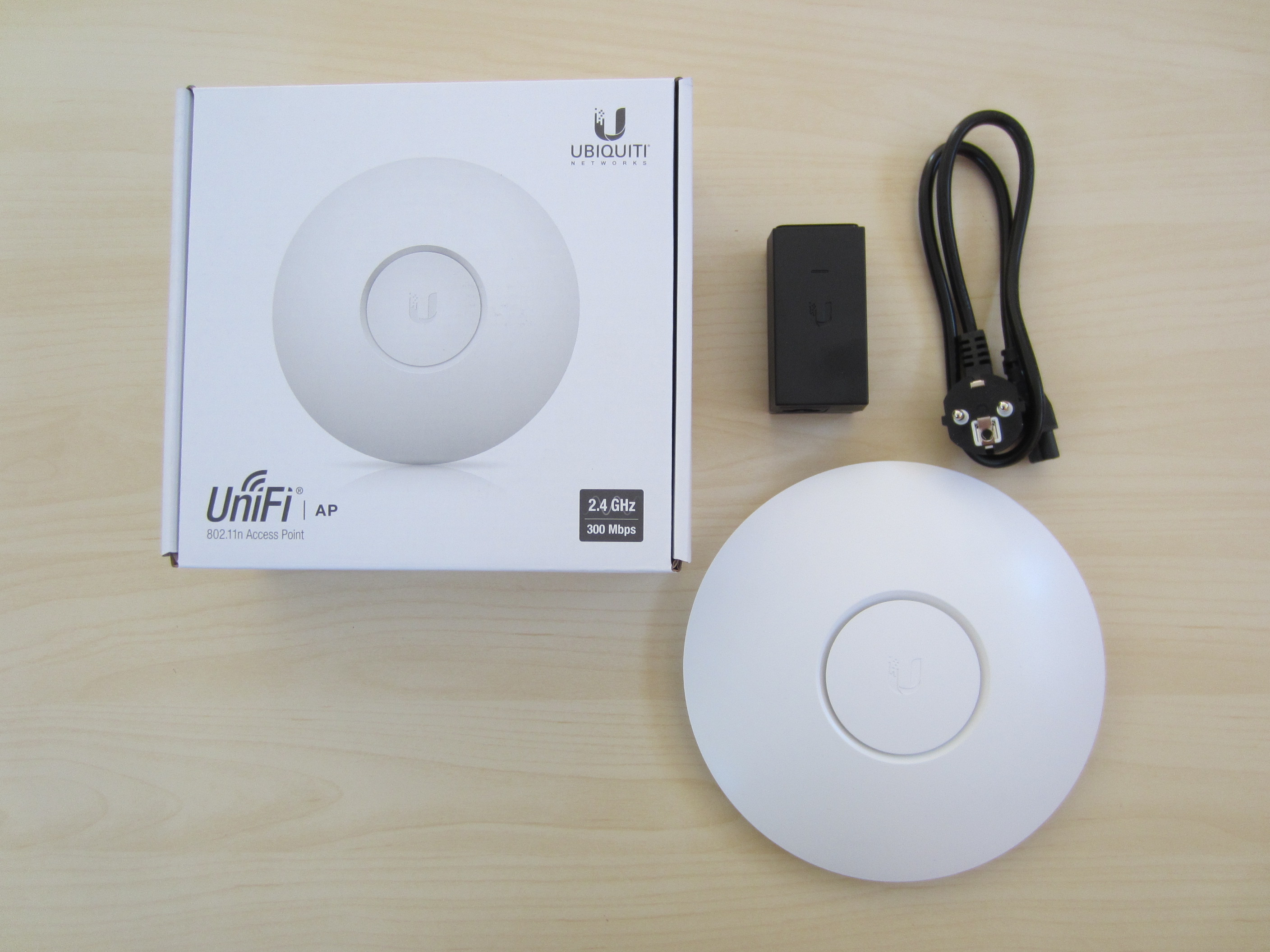
A UniFi AP

Las líneas de productos Ubiquiti incluyen UniFi, EdgeMax, AirMax, AirFiber y UFiber. La línea de productos más común es UniFi, que se centra en redes alámbricas e inalámbricas para el hogar y la empresa. EdgeMax es una línea de productos dedicada a las redes alámbricas, que contiene solo enrutadores e interruptores. AirMax es una línea de productos dedicada a crear enlaces punto a punto (PTP) y punto a multipunto (PtMP) entre redes. La AirFiber y la UFiber son utilizadas por los proveedores de servicios de Internet inalámbricos (WISP) y los proveedores de servicios de Internet (ISP), respectivamente.

## Problemas de seguridad

### U-Boot configuración de extracción
En 2013, se descubrió que había un problema de seguridad en la versión del U-Boot cargadores de arranque enviados en los dispositivos de Ubiquiti. Fue posible extraer la configuración de texto plano del dispositivo sin dejar rastro usando Trivial File Transfer Protocol (TFTP) y un cable Ethernet, revelando información como las contraseñas.
Aunque este problema está arreglado en las versiones actuales del hardware de Ubiquiti, a pesar de muchas peticiones y reconociendo que están usando esta aplicación protegida por la GPL, Ubiquiti se negó a proporcionar el código fuente para la Licencia Pública General de GNU. (GPL)-licencia U-Boot. Esto hizo impracticable para los clientes de Ubiquiti arreglar el problema. El código con licencia GPL fue liberado eventualmente.

### Troyano Uparte
El 15 de junio de 2015, el periodista en línea Brian Krebs informó que "recientemente, los investigadores del Centro de Operaciones de Seguridad de Fujitsu en Warrington, Reino Unido, comenzaron a rastrear [el] Upatre [software de troyano] que se sirve de cientos de enrutadores caseros comprometidos, en particular los enrutadores impulsados por MikroTik y el AirOS de Ubiquiti". Bryan Campbell del Centro de Operaciones de Seguridad de Fujitsu en Warrington, Reino Unido informó: "Hemos visto literalmente cientos de puntos de acceso inalámbrico, y enrutadores conectados en relación con esta red de robots, generalmente AirOS", dijo Bryan Campbell, principal analista de inteligencia de amenazas en Fujitsu. "La consistencia en la que la red de bots se comunica con los routers comprometidos en relación tanto a la distribución como a la comunicación nos lleva a creer que las vulnerabilidades conocidas están siendo explotadas en el firmware que permite que esto ocurra".

## IPO
El 13 de octubre de 2011, Ubiquiti tuvo su oferta pública inicial (IPO) a 7,04 millones de acciones, a 15 dólares por acción., recaudando 30,5 millones de dólares.

## Dificultades legales

### Sanciones de los Estados Unidos contra Irán
En marzo de 2014, Ubiquiti acordó pagar 504.225 dólares a la Oficina de Control de Activos Extranjeros después de haber violado presuntamente las sanciones de los Estados Unidos contra Irán.

### Cumplimiento de la licencia de fuente abierta
En 2015, Ubiquiti fue acusado de violar los términos de la licencia GPL para el código de código abierto utilizado en sus productos. La fuente original de la queja actualizó su página web el 24 de mayo de 2017, cuando se resolvió el asunto.

### Otros
En 2015, Ubiquiti reveló que perdió 46,7 millones de dólares cuando su departamento de finanzas fue engañado para enviar dinero a alguien que se hacía pasar por empleado.